# Djamila Sahraoui
Djamila Sahraoui es una directora de cine argelina. Nació en la ciudad de Tazmalt, en Argelia, en 1950 y estudió literatura en Argel. En 1975 se trasladó a París y estudió en el Instituto de Altos Estudios Cinematográficos (IDHEC), obteniendo la licenciatura en la especialidad de realización y montaje.
En 1980 realizó su primer cortometraje de ficción Houria, y diez años más tarde lleva a cabo su primer cortometraje documental, Avoir 2000 ans dans les Aurès, reflejo de una sociedad que 30 años después de la guerra no logra levantarse. En 1995 dirigió La moitié du ciel d’Allah, largometraje documental en el que muestra la violencia que el islamismo ejerce sobre las mujeres, y la resistencia que oponen en su firme determinación de no dejarse intimidar y oprimir. 
Su siguiente documental, Algérie, la vie quand même, rodada en Tazmalt, su ciudad natal,  muestra la vida cotidiana de dos hombres jóvenes que viven en un contexto de violencia, de masacres y terrorismo de Estado, que no poseen ni trabajo, ni hogar, ni esperanza pero sí una enorme vitalidad y ganas de vivir.
En el año 2000, realizó Opération Télé-cités, un documental producido por la cadena francesa France 3. Un año más tarde lleva a cabo Algérie, la vie toujours. En este documental vuelve a Tazmal para mostrar a los jóvenes que ya no viven pasivamente sus desgracias, sino que deciden tomar el mando de sus vidas y alentar a los habitantes a la acción y el cambio: pavimentan las calles, pintan las casas, plantan árboles. Et les arbres poussent en Kabilie es la versión extendida de  Algérie, la vie toujours, para la que  Sahraoui deja la cámara a su sobrino Murad, que continúa grabando durante nueve meses, apropiándose de las pequeñas cosas que construyen la vida cotidiana y la personalidad de todo lo que le rodea: los vínculos entre las generaciones, las tareas diarias, los intercambios entre la gente, y por supuesto la violencia, una violencia que no aparece privilegiada, pero que oprime y que no puede más que estallar.
En 2006 Sahraoui abandona el formato documental para afrontar su primer largometraje de ficción, Barakat!, una road-movie situada en Argelia que cuenta la historia de un viaje de dos mujeres pertenecientes a generaciones diferentes que parten en busca del marido desaparecido de una de ellas.
Yema, que significa "madre", es su largometraje más reciente. Una tragedia que se desarrolla en un paisaje inhóspito y seco, en torno al personaje de una mujer rota por el dolor tras la pérdida de su hijo.  

## Filmografía
- 1980 Houria (cortometraje ficción)
- 1990 Avoir 2000 ans dans les Aurès (cortometraje documental)
- 1992 Prénom Marianne (largometraje documental)
- 1995 La moitié du ciel d’Allah (largometraje documental)
- 1998 Algérie, la vie quand même (largometraje documental)
- 2000 Opération Télé-cités (largometraje documental)
- 2001 Algérie, la vie toujours (largometraje documental).
- 2003 Et les arbres poussent en Kabylie (largometraje documental).
- 2006 Barakat! (largometraje ficción).
- 2012 Yema (largometraje ficción).